# Isostola flavicollaris
Isostola flavicollaris är en fjärilsart som beskrevs av Erich Martin Hering 1925. Isostola flavicollaris ingår i släktet Isostola och familjen björnspinnare. Inga underarter finns listade i Catalogue of Life.